# Pierre Adrian
Pierre Adrian, né le 29 juin 1991, est un écrivain français, lauréat en 2016 du prix des Deux Magots,,, et du prix François-Mauriac de l’Académie française. Il est également lauréat en 2017 du prix Roger-Nimier pour Des âmes simples et du prix Jean-René Huguenin en 2022 pour Que reviennent ceux qui sont loin.

## Biographie
Pierre Adrian a grandi en région parisienne et vit à Rome. Après des études d'histoire et de journalisme, il a publié son premier livre, La Piste Pasolini, en 2015 aux éditions des Équateurs : un récit initiatique et une réflexion sur ce qui fait de Pasolini un intellectuel et un « meneur d’âmes » pour la jeunesse d’aujourd’hui,,,.
Le livre est salué par la critique littéraire comme « un premier livre décapant et passionné » dans lequel l’auteur « est parvenu à capter ce creuset mystérieux où la douleur se mue en écriture » (Francine de Martinoir, La Croix). Tandis que Bruno Corty annonce : « Pierre Adrian : retenez bien ce nom. Il n’a pas fini de nous surprendre. », Christophe Ono-dit-Biot se réjouit : « La Piste Pasolini nous prouve que la littérature n’est pas morte dans le cœur des jeunes gens. » La Piste Pasolini est sélectionné sur les listes des prix Renaudot et Décembre 2015. Le roman est finalement récompensé en 2016 par le prix des Deux-Magots et le prix François-Mauriac de l’Académie française.  
Il publie son deuxième livre, Des âmes simples, en janvier 2017 aux éditions des Équateurs. Dans L'Obs, Jérôme Garcin écrit : « Ce livre a même des vertus rédemptrices. Il nous dédommage de notre époque ». Le livre reçoit le prix Roger-Nimier en octobre 2017.
En janvier 2018, Pierre Adrian réédite et préface L'Inconnu me dévore du poète Xavier Grall, publié initialement aux Éditions Calligrammes. Il présente la lecture du livre par l'acteur Jacques Gamblin à la Maison de la Poésie à Paris.
En mai 2018, en collaboration avec Philibert Humm, Pierre Adrian publie Le Tour de la France par deux enfants d'aujourd'hui, toujours aux éditions des Équateurs. Le livre reprend l'itinéraire du célèbre Tour de la France par deux enfants de G. Bruno, publié pour la première fois en 1877. Sélectionné pour le prix Renaudot de l'essai, Le livre est couronné par le prix Lamartine des Départements de France.
Amateur de football et de cyclisme, il devient chroniqueur dans Le magazine L'Équipe en novembre 2016. Il chronique "La dernière page" de La Croix chaque vendredi et collabore avec d'autres médias tels So Foot et Le Figaro littéraire.

## Ouvrages
- La Piste Pasolini, éditions des Équateurs, 2015
- Des âmes simples, éditions des Équateurs, 2017 – prix Roger-Nimier
- Les Bons Garçons, éditions des Equateurs, 2020
- Que reviennent ceux qui sont loin, éditions Gallimard, 2022
- Hotel Roma, Gallimard, 2024

### En collaboration
- L'inconnu me dévore de Xavier Grall, préface de Pierre Adrian, éditions des Équateurs, 2018
- Le Tour de la France par deux enfants d'aujourd'hui, éditions des Équateurs, 2018, en collaboration avec Philibert Humm[11]

## Prix et distinctions
- 2023 : Grand prix Michel-Déon de l'Académie française[12]